# Venus i Adonis (Ticià, Nova York)
Venus i Adonis és una pintura a l'oli sobre tela (106,7 × 133,4 cm), realitzada el 1560 pel pintor italià Ticià Vecellio. Pertany a la col·lecció del Museu Metropolità d'Art de Nova York.

## Descripció i anàlisi
El jove Adonis no sembla tan satisfet per l'amor de Venus, tan bon punt apareix l'albada, deixa la formosa amant per anar a caçar amb els gossos. Aviat, segons el mite va ser mort per un senglar i la deessa només va poder plorar-lo. És una de les nombroses versions que Tizià va pintar per representar la història de Venus i Adonis i el seu amor malaguanyat. El que interessava a l'artista és una representació molt personal del mite: la caça, metàfora de la vida, pot ésser perillosa i lamentable:«tot val per a l'home la relació amb Déu, però sovint és un presagi de la fatalitat». Aquesta interpretació molt personal no necessàriament estava d'acord en els gusts de l'època. És per això que Tizià, des dels anys 50 del segle xvi va treballar exclusivament per a Felip II d'Espanya o per quedar-se per a ell pròpiament les pintures, també les rebutjades per l'emperador. Aquest tema, tanmateix, va haver de ser un gran èxit, com ja va succeir amb el de Dànae rebent la pluja d'or, Tizià va realitzar un cartó i una sèrie més o menys fidel de rèpliques de l'original, conservat en el Museu del Prado de Madrid. La història, d'on s'origina la pintura, és d'Ovidi i explica del jove Adonis de qui s'enamora Venus: que un senglar el desventrarà sense pietat.

## Altres versions
Les versions de Venus i Adonis realitzades per Tizià, poden dividir-se en dos tipus generals: tipus «Prado» -llenç conservat en el Museu del Prado - i el tipus «Farnese», un llenç perdut que va ser pintat per a la família Farnese.
La imatge conservada en el Museu Metropolità d'Art, pertany a aquest segon tipus, les diferències més importants amb la versió del Prado són: 
- l'escena és més estreta i el paisatge menys obert;
- hi ha un arc de Sant Martí en el cel;
- els gossos amb corretja són dos en lloc de tres;
- el personatge d'Adonis sembla un adolescent;
- l'espatlla dreta d'Adonis està coberta;
- cupido no dorm, al contrari segueix l'escena amb atenció;
- la superfície sembla tècnicament menys homogènia i brillant, els contorns més esvaïts. De fet aquesta versió, es remunta a deu anys després de la del Prado i es pot observar la producció del últim temps de Tizià, amb la pintura de cops ràpids i amplis i amb llampades de llum.

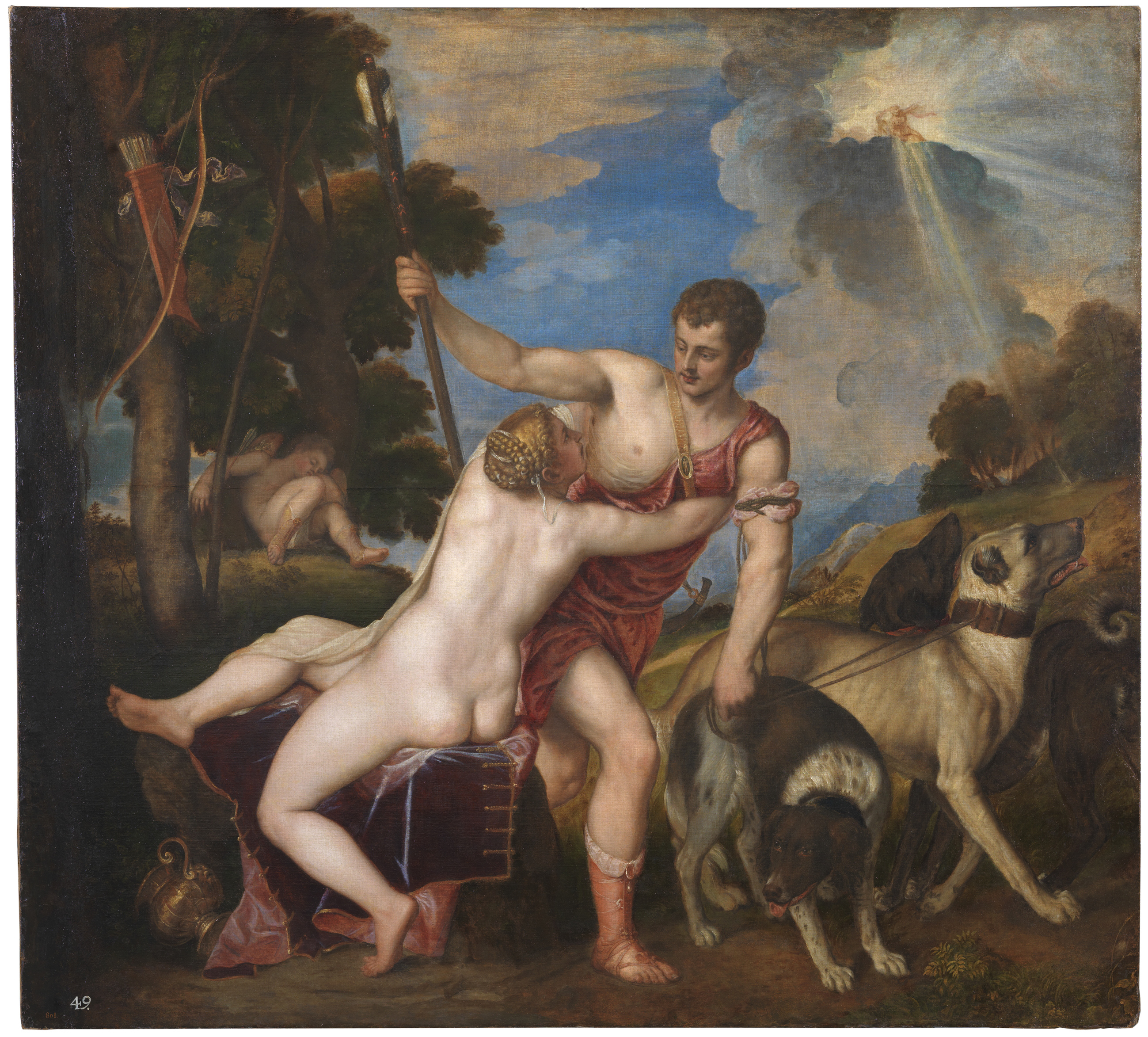
Tizià Vecellio, Venus i Adonis, ca. 1553¡, Madrid, Museu del Prado
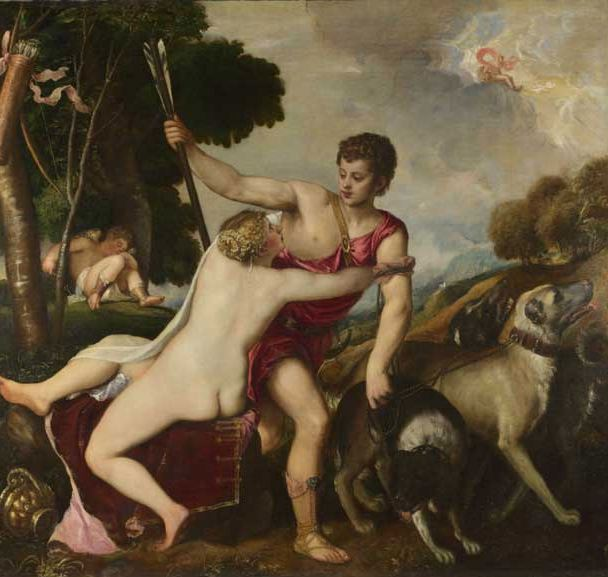
Tiziano Vecellio, Venus y Adonis, 1555, Londres, National Gallery
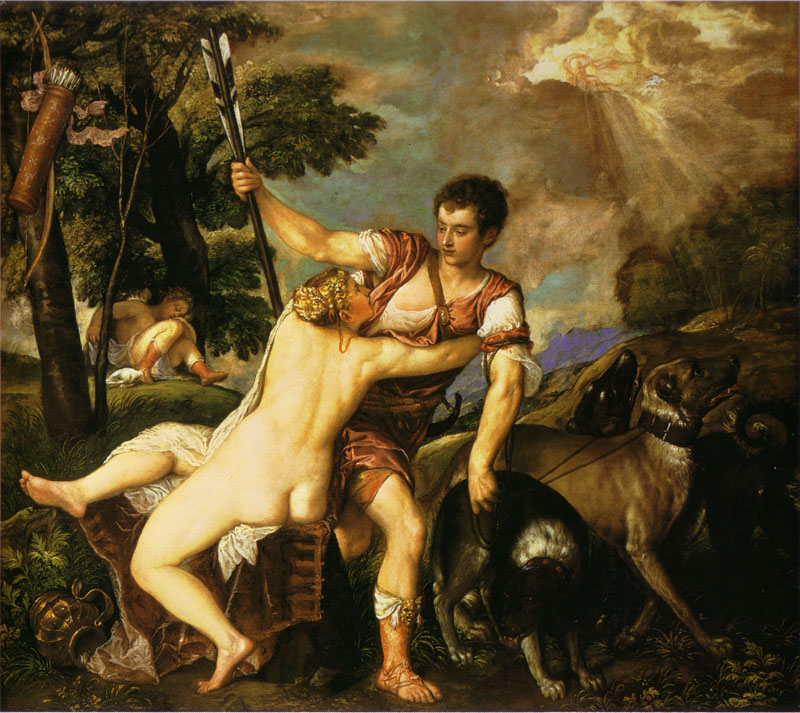
Tiziano Vecellio, Venus y Adonis, ca. 1560, Colección privada, temp. Oxford, Ashmolean Museum
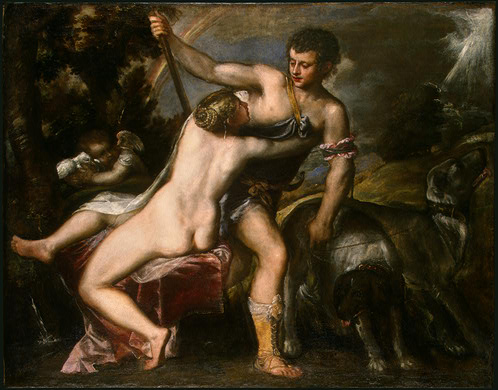
Tiziano Vecellio, Venus y Adonis, ca. 1560], Washington D.C., National Gallery of Art